# ハインリヒ69世 (ロイス＝ケストリッツ侯)

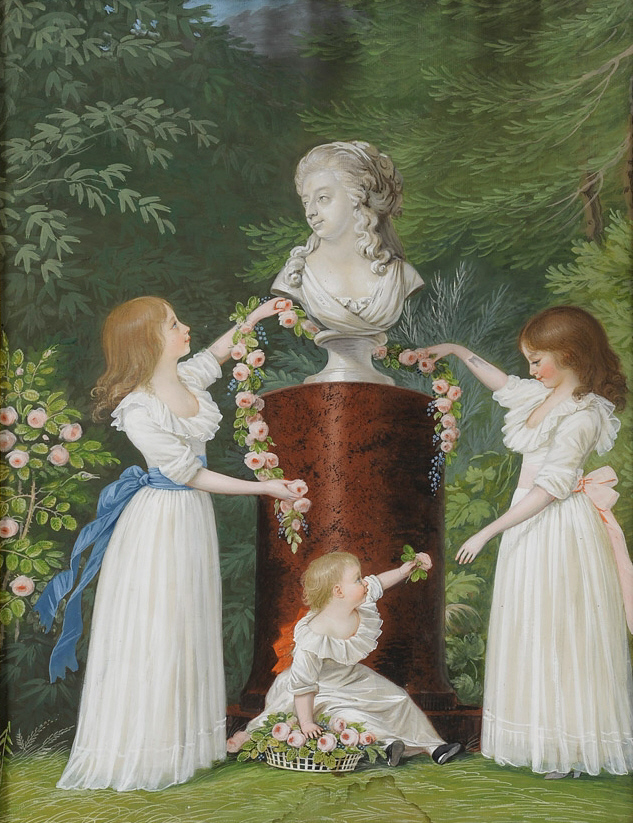
ハインリヒ69世の母クリスティーネの胸像と、その周りを囲む3人の姉妹ツェツィーリエ（1788年 - 1851年）、アーデルハイト（1794年 - 1875年）、クレメンティーネ（1789年 - 1870年）、ヨハン・フリードリヒ・レーベレヒト・ラインホルト画、1795年。

ハインリヒ69世（Heinrich LXIX. Fürst Reuß-Köstritz, 1792年5月19日 - 1878年2月1日）は、ドイツの貴族。ロイス＝ケストリッツ侯。

## 生涯
ロイス＝ケストリッツ伯ハインリヒ6世の末子ハインリヒ48世（1759年 - 1825年）と、その妻の伯爵令嬢クリスティーネ・フォン・シェーンブルク＝ヴェクセルブルク＝フォアダーグラウハウ（1766年 - 1833年）の間の唯一の男子で、6人の姉妹と一緒に育った。
1834年11月5日フィレンツェで、イギリス陸軍少将ジョン・ロック （1770年 - 1837年）の娘マティルダ・ハリエット・エリザベス・ロック（1804年 - 1877年）と結婚。彼女の母レディ・マティルダ・ジェーン・コートニー（1778年 - 1848年）は、ウィリアム・ベックフォードの男色相手として知られる第9代デヴォン伯爵の妹である。
身分は長く伯爵（Graf）だったが、1853年11月12日本家筋の弟系ロイス侯国侯家の計らいで侯子（Prinz）に昇格した。1856年9月16日、従兄のハインリヒ64世が独身のまま死去すると、ロイス＝ケストリッツ家の家督および分封領（パラギウム）を継承。家督には弟系ロイス邦議会の世襲投票権が付随した。1871年11月27日より終身で同邦議会議員を務めた。
実子の無いハインリヒ69世の死と同時にケストリッツ家の長子系は途絶えた。中子系のハインリヒ4世侯子が家督と分封領を継いだ。